# Pio Gama Pinto
Pio Gama Pinto (31 mars 1927 - 25 février 1965) était un journaliste et un homme politique kényan d'origine indienne. Il fut la première personnalité politique du Kenya indépendant à être assassiné.